# Sześćdziesięcioczwórka

Sześćdziesięcioczwórka

Sześćdziesięcioczwórka – nuta w notacji muzycznej, trwająca tyle, co połowa trzydziestodwójki.
Sześćdziesięcioczwórki poniżej trzeciej linii z zasady zapisuje się w ten sposób, że laski znajdują się po prawej stronie główki i skierowane są do góry. Od trzeciej linii wzwyż laski umieszcza się po lewej stronie główki i skierowane są one w dół. Chorągiewki zawsze umieszcza się po prawej stronie kreski. Jeśli kilka sześćdziesięcioczwórek sąsiaduje ze sobą, można je połączyć w grupę za pomocą poczwórnej belki.
Spotykana jest również pauza sześćdziesięcioczwórkowa trwająca tyle samo co sześćdziesięcioczwórka.
Nuty o krótszym czasie trwania niż sześćdziesięcioczwórka są niezwykle rzadko używane, choć można czasem spotkać stodwudziestoósemki.

Sześćdziesięcioczwórki oraz pauza sześćdziesięcioczwórkowa na pięciolinii